# Harun Isa
Harun Isa (*  21. Juni 1969 in Tetovo, SFR Jugoslawien) ist ein ehemaliger jugoslawischer Fußballspieler.
Isa kam 1991 aus Jugoslawien nach Berlin und spielte dort für Hertha Zehlendorf. Mit Zehlendorf gelang ihm 1994 der Aufstieg in die Regionalliga Nordost, bevor er vom Zweitligisten Hertha BSC unter Vertrag genommen wurde und in der Zweitligaspielzeit 1994/95 zu 29 Einsätzen kam. Nach einer Saison wechselte er zurück ins Amateurlager und spielte fortan für Tennis Borussia Berlin und stieg mit dem Klub als souveräner Meister 1998 in die 2. Bundesliga auf. Dort kam der Albaner aus Mazedonien als Ergänzungsspieler zu 14 Einsätzen und wechselte am Saisonende wieder zurück in die Regionalliga Nordost zum FC Erzgebirge Aue.
Eine Saison später schloss er sich dem 1. FC Union Berlin in der Fußball-Regionalliga Nord an und bildete dort mit Daniel Teixeira und Bozidar Djurkovic eine überaus torgefährliche Sturmreihe. Mit 13 Saisontreffern in 33 Partien hatte Isa seinen Anteil am Aufstieg von Union in die 2. Bundesliga. In der Zweitligasaison 2000/01 gelangen ihm in 29 Spielen noch einmal neun Tore. Zudem war er einer der Garanten für den Finaleinzug der Mannschaft im DFB-Pokal 2000/01, so traf Isa in den ersten drei Runden insgesamt vier Mal. Im Endspiel unterlag man dem FC Schalke 04 mit 0:2. 2002 wechselte er zum VfL Osnabrück, wo er bis zu seinem Karriereende 2004 unter Vertrag stand.